# VII Liceum Ogólnokształcące im. Mikołaja Kopernika w Częstochowie
VII Liceum Ogólnokształcące im Mikołaja Kopernika w Częstochowie – szkoła ponadpodstawowa w Częstochowie, mieści się przy ulicy Nowowiejskiego 18.

## Historia
Liceum Ogólnokształcące im. Mikołaja Kopernika w Częstochowie ma ponad pięćdziesiąt lat. Powstało w roku szkolnym 1955/1956 roku na bazie Szkoły Podstawowej nr 7 działającej pod patronatem Towarzystwa Przyjaciół Dzieci w obecnym gmachu szkolnym – powstała Szkoła Podstawowa i Liceum Ogólnokształcące TPD w Częstochowie. Od 1 lutego 1957 r. szkoła zmieniła nazwę na Szkołę Podstawową i Liceum Ogólnokształcące nr 3 w Częstochowie.
W 1959 roku na wniosek Rady Pedagogicznej, nadano jej imię Mikołaja Kopernika. Odbyła się pierwsza matura, do której przystąpiło 17 osób. Powstało koło dramatyczne. W 1960 roku utworzono chór i zainteresowano młodzież koncertami symfonicznymi.
W 1965 roku decyzją Kuratorium Okręgu Szkolnego w Katowicach liceum zostało oodzielone od szkoły podstawowej i otrzymało nazwę – VII Liceum Ogólnokształcące im. Mikołaja Kopernika w Częstochowie. Składała się z 13 oddziałów, kształciła 482 uczniów i zatrudniała 25 nauczycieli.
W 1966 r. szkoła otrzymała Odznakę Tysiąclecia Państwa Polskiego. W 1969 roku, na piętnastolecie istnienia ufundowano szkole sztandar.
W roku 1973, w pięćsetną rocznicę urodzin Mikołaja Kopernika, przybyła nowa tablica pamiątkową ze słowami patrona „Zadaniem wszystkich nauk jest odciągnąć człowieka od zła i kierować jego umysł ku większej doskonałości” w holu naprzeciw głównego wejścia.
W 1978 roku ustanowiono pierwszy dzień wiosny Dniem Republiki Uczniowskiej i wprowadzono zwyczaj urządzania w nim, w godzinach lekcyjnych, zabawy nazwanej na cześć patrona Kopernikalia.
W 1979 r. do „Kopernika” włączono zlikwidowane liceum im. K. Świerczewskiego.
W latach 1987–1989 przeprowadzono znaczny remont szkoły. Odnowiono podłogi, pomieszczenia sanitarne i kuchenne oraz wymieniono instalację oświetleniową. Otwarto pracownię komputerową oraz wprowadzono do programu nauczania nowy przedmiot – informatykę. Dyrekcja podjęła starania o budowę sali gimnastycznej. Powstało własne czasopismo szkolne „Copernikus”.
W 1998 roku szkoła otrzymała dostęp do Internetu. Przystąpiono do Europejskiego Projektu Edukacyjnego Socrates Comenius.
W latach 2000–2002, w ogólnopolskiej akcji wyposażania szkół średnich w sprzęt komputerowy, szkoła została zakwalifikowana do otrzymania pracowni internetowej i multimedialnej. W ramach MENiS „Internet w każdej szkole” otwarto nową pracownię internetową. W latach 2005, 2006, 2007 oraz w 2009 roku „Kopernik” został wyróżniony znakiem jakości Interkl@sa. W 2004 oddano do użytku halę sportową, wybudowaną na placu za szkołą, gdzie wcześniej znajdowało się boisko.

## Dyrektorzy
Dyrektorami szkoły w kolejnych latach byli:
- 1955–1956 – Maria Kwoczałowa
- 1956–1961 – Tadeusz Biskup
- 1961–1969 – Kazimierz Hawro
- 1969–1972 – Zofia Jankowska
- 1972–1976 – Jerzy Kaczer
- 1976–1985 – Nela Tuszyńska
- 1985–1987 – Barbara Jaworowicz
- 1987–1991 – Teresa Komender
- 1991–1997 – Ryszard Kluba
- 1997–2012 – Danuta Książkiewicz
- 2012–2022 – Barbara Gala-Glińska
- od 2022   – Marcin Terka

## Szkoła
W szkole obecnie uczy się około 832 uczniów (rok szkolny 2005/2006). Zatrudnienie od dłuższego czasu utrzymuje się na poziomie 71 osób.

## Znani absolwenci
- Marek Obertyn[1]
- Magdalena Cielecka[1]
- Jarosław Kapsa[2]
- Edwin Petrykat[1]
- Andrzej Samson[1]

## Galeria

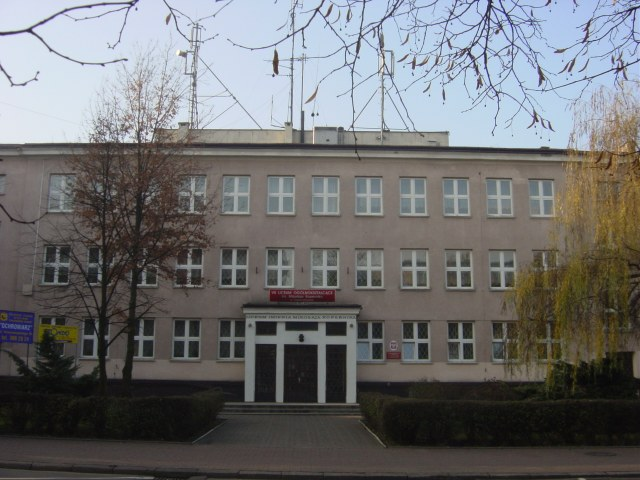
Front budynku szkolnego
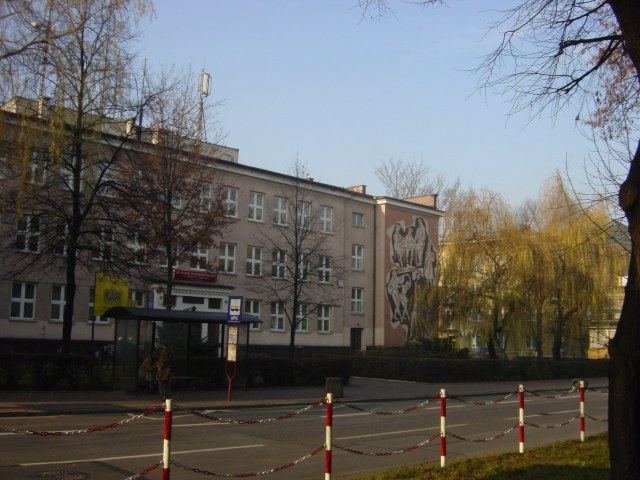
Budynek szkolny
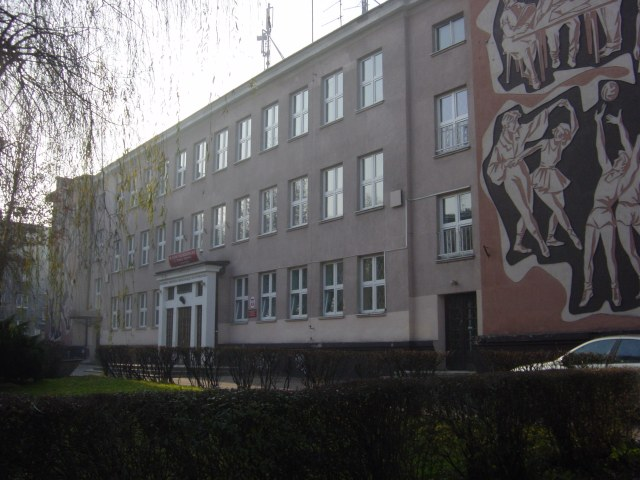
Budynek szkolny
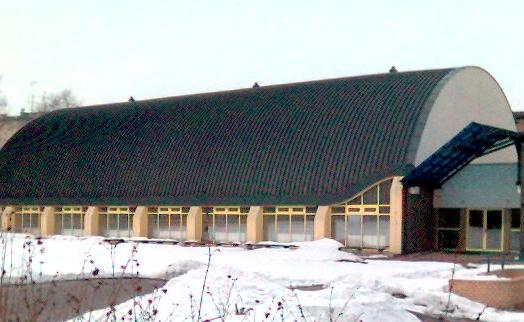
Hala sportowa (oddana w roku 2004)
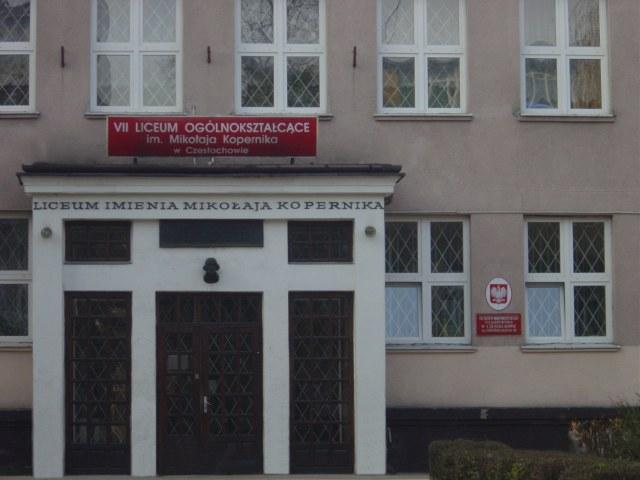
Główne wejście
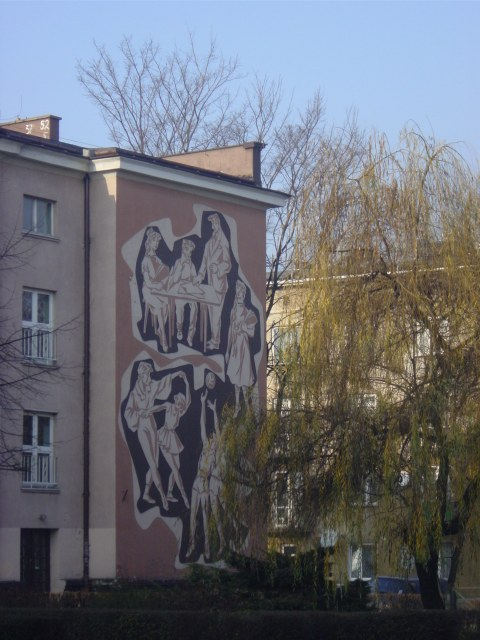
Ozdobna elewacja